# Lupita Nyong'o
Lupita Amondi Nyong'o Buyu (pronuncia inglese: [luˈpiːtɑː ˈɲɔːŋɔ], spagnola [luˈpita ˈɲoŋ(ɡ)o] ; Città del Messico, 1º marzo 1983) è un'attrice messicana con cittadinanza keniota naturalizzata statunitense.
Al suo debutto cinematografico ha ottenuto il plauso della critica per l'interpretazione della schiava Patsey nell'acclamato film 12 anni schiavo (2013), grazie alla quale si aggiudica numerosi riconoscimenti tra cui il Critics' Choice Award, lo Screen Actors Guild Award e soprattutto il premio Oscar alla miglior attrice non protagonista. È la prima attrice keniota e messicana ad aggiudicarsi il prestigioso riconoscimento e, in generale, la seconda attrice africana a vincere un Oscar dopo Charlize Theron, premiata nel 2004 come miglior attrice protagonista.
È in seguito apparsa in Queen of Katwe (2016) di Mira Nair e in Noi (2019) di Jordan Peele, in Black Panther (2018), facente parte del Marvel Cinematic Universe e candidato all'Oscar per il miglior film, e nella trilogia sequel di Star Wars: Star Wars - Il risveglio della Forza (2015), Star Wars - Gli ultimi Jedi (2017) e Star Wars - L'ascesa di Skywalker (2019).
Nel mese di aprile 2014, la rivista People la nomina «la donna più bella del mondo». Nel 2015 ha debuttato a Broadway con il ruolo della protagonista nel dramma Eclipsed, per il quale ha ricevuto una candidatura al Tony Award alla miglior attrice protagonista in un'opera teatrale nel 2016.

## Biografia
Lupita Nyong'o è nata in Messico poiché il padre, docente universitario e politico, temeva per l'incolumità propria e della moglie a causa dell'instabilità del Kenya nel 1980 (il fratello Charles scomparve dopo essere precipitato da un battello in circostanze misteriose). Già nel 1983, subito dopo la sua nascita, la famiglia torna in Africa. Da adolescente torna in Messico a studiare lo spagnolo per sette mesi. Si è laureata negli Stati Uniti d'America (Università di Hampshire, Massachusetts) in Studi cinematografici e teatrali, raggiungendo la notorietà a soli ventisei anni grazie alla realizzazione del suo primo documentario, In My Genes, di cui è regista, produttrice e ideatrice. In precedenza ha lavorato come assistente alla produzione e attrice. Lupita Nyong'o ha la doppia cittadinanza messicana e keniota e ha ottenuto la cittadinanza statunitense nel 2024. Si identifica come "keniano-messicana".
Nel 2013 prende parte al film 12 anni schiavo, accanto a Chiwetel Ejiofor, Michael Fassbender e Brad Pitt. Il film, vincitore dell'Oscar al miglior film 2014 e del Toronto International Film Festival del 2013, permette a Lupita di vincere un Oscar, uno Screen Actors Guild Award e un Critics' Choice Movie Award come miglior attrice non protagonista e di ricevere nomination tra i più prestigiosi riconoscimenti come ai Golden Globe e ai BAFTA.
Nel 2014 è una delle testimonial della campagna Miu Miu primavera/estate e viene scelta come nuovo volto dalla maison Lancôme.
Nel maggio 2015 viene confermata la sua presenza nel film Star Wars - Il risveglio della Forza, in cui veste i panni della saggia pirata spaziale Maz Kanata (interpretata tramite motion capture). Riprende questo ruolo due anni dopo in Star Wars - Gli ultimi Jedi e nel 2019 in Star Wars - L'ascesa di Skywalker. Nel 2014 Nyong'o entra a far parte del cast di doppiatori del remake in live-action del Classico della Disney Il libro della giungla, in cui riveste il ruolo della madre adottiva del protagonista Mowgli, la lupa Raksha. Il film, uscito nel 2016, è diretto da Jon Favreau, e Nyong'o affianca, tra gli altri doppiatori del film, illustri personaggi del cinema come il comico Bill Murray, Idris Elba e i premi Oscar Ben Kingsley e Christopher Walken.
Nel 2017 e 2018 è tra le protagoniste del Calendario Pirelli: nel primo anno appare insieme a Penélope Cruz, Jessica Chastain e molte altre attrici di Hollywood; nel 2018 viene fotografata da Tim Walker, insieme ad altri personaggi famosi, inscenando la favola Alice nel paese delle meraviglie. Nel 2018 entra nel Marvel Cinematic Universe, interpretando Nakia in Black Panther. Il film ha incassato più di 1 miliardo di dollari in tutto il mondo. Per il ruolo, l’attrice si è guadagnata una candidatura ai Saturn Awards come miglior attrice.
L’anno successivo è protagonista nel film di Jordan Peele Noi, che racconta la storia di una famiglia e dei loro doppelgänger; la sua interpretazione è stata acclamata dalla critica. Nel 2022 recita nel film di spionaggio di Simon Kinberg Secret Team 355 insieme a Jessica Chastain, Penelope Cruz, Fan Bingbing e Diane Kruger.

## Filmografia

### Attrice

#### Cinema

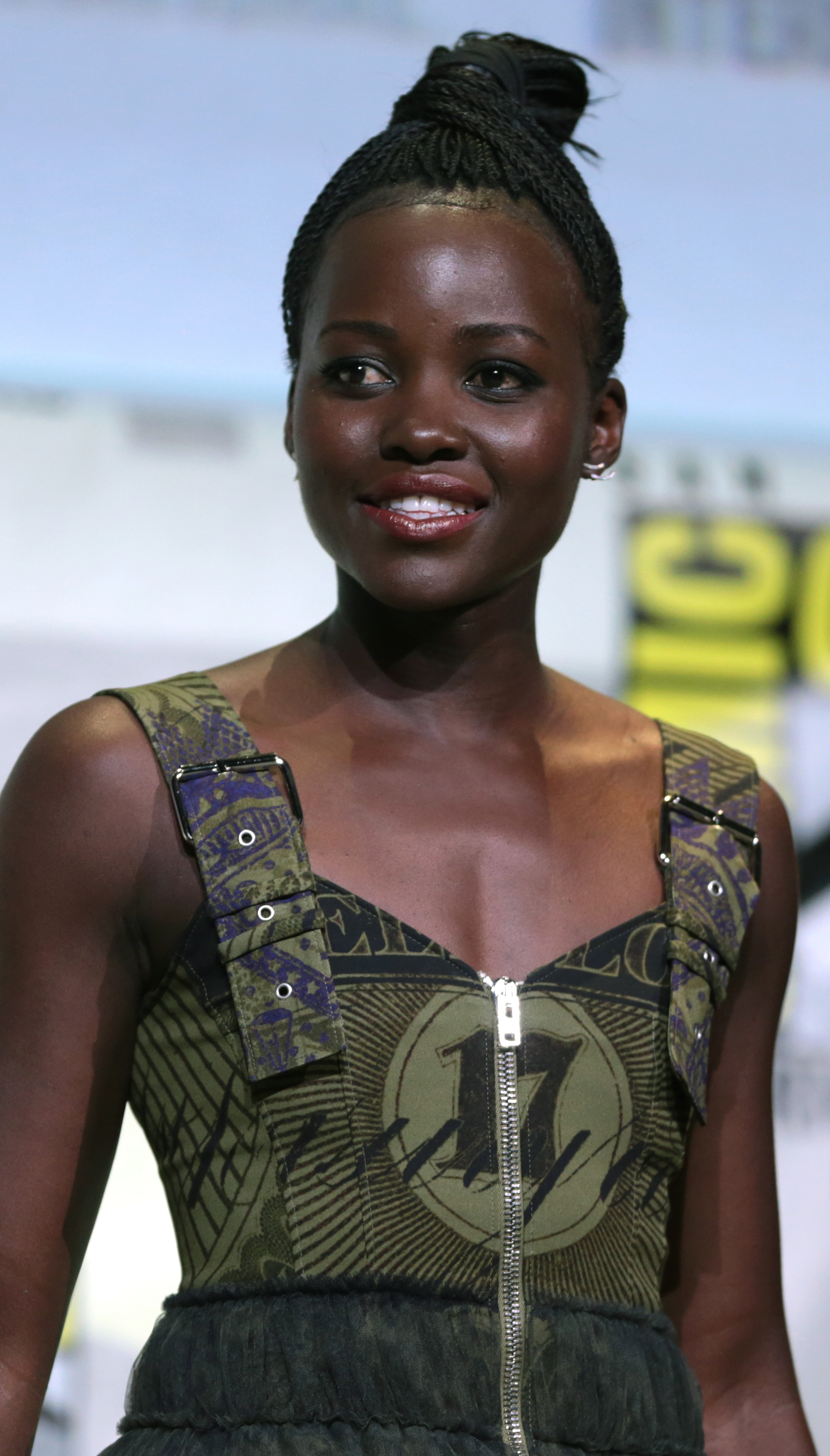
Lupita Nyong'o nel 2016

- 12 anni schiavo (12 Years a Slave), regia di Steve McQueen (2013)
- Non-Stop, regia di Jaume Collet-Serra (2014)
- Star Wars - Il risveglio della Forza (Star Wars: The Force Awakens), regia di J. J. Abrams (2015)
- Queen of Katwe, regia di Mira Nair (2016)
- Star Wars - Gli ultimi Jedi (Star Wars: The Last Jedi), regia di Rian Johnson (2017)
- Black Panther, regia di Ryan Coogler (2018)
- Noi (Us), regia di Jordan Peele (2019)
- Little Monsters, regia di Abe Forsythe (2019)
- Star Wars - L'ascesa di Skywalker (Star Wars: The Rise of Skywalker), regia di J. J. Abrams (2019)
- Black Is King, registi vari (2020)
- Secret Team 355 (The 355), regia di Simon Kinberg (2022)
- Black Panther: Wakanda Forever, regia di Ryan Coogler (2022)
- A Quiet Place - Giorno 1 (A Quiet Place: Day One), regia di Michael Sarnoski (2024)

#### Televisione
- Shuga – miniserie TV, 5 episodi (2009-2012)

#### Cortometraggi
- Roho, regia di Cajetan Boy (2006)
- East River, regia di Marc Grey (2008)
- Jay-Z: MaNyfaCedGod, regia di Francesco Carrozzini (2017)
- Jack: Part One, regia di Mathias Chelebourg (2018)

### Regista
- In My Genes – documentario (2009)

### Produttrice
- In My Genes, regia di Lupita Nyong'o (2009)

### Doppiatrice
- Nature Is Speaking – cortometraggio (2014)
- LEGO Star Wars: Il risveglio della Forza (Lego Star Wars: The Force Awakens) – videogioco (2016)
- Il libro della giungla (The Jungle Book), regia di Jon Favreau (2016)
- Star Wars: Forces of Destiny – serie TV (2017-2018)
- Super Sema - serie TV, 4 episodi (2021)
- Human Resources – serie animata, episodio 1x07 (2022)
- Il robot selvaggio (The Wild Robot), regia di Chris Sanders (2024)

## Teatro
- Eclipsed, di Danai Gurira, regia di Liesl Tommy. Public Theater dell'Off Broadway (2015), John Golden Theatre di Broadway (2016)

## Doppiatrici italiane
Nelle versioni in italiano delle opere in cui ha recitato, Lupita Nyong'o è stata doppiata da:
- Chiara Gioncardi in Star Wars - Il risveglio della Forza, Queen of Katwe, Star Wars - Gli ultimi Jedi, Black Panther, Little Monsters, Star Wars - L'ascesa di Skywalker, Secret Team 355, Black Panther: Wakanda Forever
- Erica Necci in 12 anni schiavo, A Quiet Place - Giorno 1
- Roberta De Roberto in Non-Stop
- Sara Ferranti in Noi

Da doppiatrice è sostituita da:
- Chiara Gioncardi in LEGO Star Wars: Il risveglio della Forza, Star Wars: Forces of Destiny
- Violante Placido ne Il libro della giungla
- Esther Elisha ne Il robot selvaggio

## Riconoscimenti
- Premi Oscar
  - 2014 – Miglior attrice non protagonista per 12 anni schiavo
- Golden Globe
  - 2014 – Candidatura alla miglior attrice non protagonista per 12 anni schiavo
- Premi BAFTA
  - 2014 – Candidatura alla miglior attrice non protagonista per 12 anni schiavo
  - 2014 – Candidatura alla miglior stella emergente
- Screen Actors Guild Award
  - 2014 – Miglior attrice non protagonista per 12 anni schiavo[26]
  - 2014 – Candidatura al miglior cast cinematografico per 12 anni schiavo[27]
  - 2019 – Miglior cast cinematografico per Black Panther
  - 2020 – Candidatura alla miglior attrice per Noi
- Premio Emmy
  - 2020 – Candidatura al miglior narratore per Serengeti[28]
  - 2022 – Candidatura al miglior narratore per Serengeti
- Tony Award
  - 2016 – Candidatura alla miglior attrice in uno spettacolo per Eclipsed
- Chicago Film Critics Association Awards
  - 2013 – Miglior attrice non protagonista per 12 anni schiavo
  - 2013 – Candidatura alla miglior performance rivelazione per 12 anni schiavo
  - 2019 – Miglior attrice per Noi[29]
- Critics' Choice Awards
  - 2014 – Miglior attrice non protagonista per 12 anni schiavo[30]
  - 2014 – Candidatura al miglior cast corale per 12 anni schiavo
  - 2020 – Candidatura alla miglior attrice per Noi
- Independent Spirit Awards
  - 2014 – Miglior attrice non protagonista per 12 anni schiavo
- New York Film Critics Circle Awards
  - 2013 – Candidatura alla miglior attrice non protagonista per 12 anni schiavo
  - 2019 – Miglior attrice protagonista per Noi[31]
- Online Film Critics Society Awards
  - 2013 – Migliore attrice non protagonista per 12 anni schiavo
  - 2020 – Miglior attrice per Noi
- Satellite Award
  - 2014 – Candidatura alla miglior attrice non protagonista per 12 anni schiavo
- Saturn Award
  - 2016 – Candidatura alla miglior attrice non protagonista per Star Wars: Il risveglio della Forza
  - 2018 – Candidatura alla miglior attrice per Black Panther
  - 2019 – Candidatura alla miglior attrice per Noi
- MTV Movie & TV Awards
  - 2014 – Candidatura alla miglior performance femminile per 12 anni schiavo
  - 2016 – Candidatura alla miglior performance virtuale per Star Wars: Il risveglio della Forza
  - 2018 – Candidatura alla miglior performance di gruppo per Black Panther (condiviso con Chadwick Boseman, Danai Gurira e Letitia Wright)
  - 2019 – Candidatura alla miglior performance in un film per Noi
  - 2019 – Candidatura al miglior cattivo per Noi
- Teen Choice Awards
  - 2018 – Candidatura alla miglior attrice in un film sci-fi per Black Panther
  - 2018 – Candidatura alla Choice Movie Ship per Black Panther (condiviso con Chadwick Boseman)
  - 2018 – Candidatura al miglior bacio per Black Panther (condiviso con Chadwick Boseman)
- People's Choice Awards
  - 2019 – Candidatura alla miglior star in un film per Noi
  - 2019 – Candidatura alla miglior star in un film drammatico per Noi
- Kids' Choice Awards
  - 2019 – Candidatura alla miglior attrice per Black Panther